# Торрес Гуаса, Джохан
Джо́хан Ками́ло То́ррес Гуаса́ (исп. Jhojan Camilo Torres Guazá; род. 7 сентября 2004 или 12 января 2003, Кали) — колумбийский футболист, полузащитник клуба «Индепендьенте Санта-Фе».

## Клубная карьера
Торрес — воспитанник клуба «Индепендьенте Санта-Фе». 14 августа 2022 года в матче против «Депортес Толима» он дебютировал в Кубке Мустанга. 24 ноября в поединке против «Атлетико Хуниор» Хоан забил свой первый гол за «Индепендьенте Санта-Фе».

## Международная карьера
В начале 2023 года в составе молодёжной сборной Колумбии Торрес принял участие в домашнем молодёжном чемпионате Южной Америки. На турнире он сыграл в матчах против команд Аргентины, Уругвая, Эквадора, а также дважды Парагвая и Бразилии. 
В том же году Торрес принял участие в молодёжном чемпионате мира в Аргентине. На турнире он сыграл в матчах против сборных Израиля, Японии, Сенегала, Словакии и Италии. В поединке против итальянцев Джохан забил гол.
В 2023 году в составе олимпийской сборной Колумбии Торрес принял участие в домашних Панамериканских играх. На турнире он сыграл в матчах против команд Гондураса, Бразилии, США и Уругвая.